# IC 2102
IC 2102 est une galaxie spirale barrée située dans la constellation de l'Éridan. Sa vitesse par rapport au fond diffus cosmologique est de 3 602 ± 8 km/s, ce qui correspond à une distance de Hubble de 53,1 ± 3,7 Mpc (∼173 millions d'al). Elle a été découverte par l'ingénieur britannique Isaac Roberts en 1903.
La classe de luminosité de IC 2102 est III-IV et elle présente une large raie HI.

## Groupe de NGC 1700
IC 2102 fait partie du groupe de NGC 1700 qui comprend au moins 7 galaxies. Les six autres galaxies sont NGC 1700, NGC 1729, NGC 1741, IC 399, PGC 16570 et PGC 16573. Notons que NGC 1741 est en réalité une paire de galaxies constituées de PGC 16570 et de PGC 16574.